# Akhethétep (prêtre du Ka)
Pour les articles homonymes, voir Akhethétep.
Akhethétep est un ancien fonctionnaire égyptien de l'Ancien Empire dont la datation exacte est incertaine.
Akhethétep est connu par sa sépulture à Gizeh, fouillée en 1929-1930 par l'égyptologue Selim Hassan. Akhethétep avait plusieurs titres plutôt modestes, dont celui de « Prêtre du Ka de la mère du roi », de « Scribe du trésor » ou d'« Inspecteur des scribes du grenier ». Il est également « Inspecteur des scribes à Akhet-Khoufou ». Sa femme est appelée Nikaouhathor. Dans sa tombe sont également mentionnés sur une fausse porte un certain Kainefer et une femme appelée Peseshet. Cette dernière avec le titre de « Surveillante des médecins », peut-être la première femme médecin connue par son nom. La relation de ces deux personnes avec Akhethétep est inconnue. Selim Hassan se demande s'ils étaient ses parents.

## Sépulture
Akhethétep a été enterré dans un mastaba, en partie taillé dans la roche, en partie construit en pierres. Seules certaines parties des pièces intérieures étaient décorées et inscrites.